# Frontiera d'anime
Frontiera d'anime (The Great Divide) è un film del 1925 diretto da Reginald Barker e interpretato da Alice Terry e da Wallace Beery. È un robusto melodramma tratto dal lavoro teatrale di William Vaughn Moody che anche nelle versioni cinematografiche fece grandi incassi al botteghino.
Il film è considerato perduto, non si sono trovate né copie né negativo della pellicola, uno dei 17 film perduti dei 29 interpretati dalla Terry.
Nel 1929, Reginald Barker ne fece un remake dal titolo Il bandito e la signorina con Ruth Jordan e Ian Keith.
Altre versioni furono The Great Divide di Edgar Lewis e Woman Hungry di Clarence G. Badger (film del 1931).

## Trama
Tre ubriachi sorprendono una donna tutta sola in una capanna. La ragazza, Ruth Jordan, per salvarsi dalla loro aggressione, cerca di trovare una qualche salvezza promettendosi a uno dei tre, Stephen Ghent, quello che le sembra il meno peggio della combriccola. Ghent accetta: si accorda con Shorty pagandolo con qualche pepita d'oro e si batte con l'altro omaccione, il brutale Dutch. Poi si prende Ruth e la porta nella piccola città lì vicino, dove la costringe a sposarlo. La loro convivenza però non dura molto: Ruth è rintracciata dal fratello che la riporta a casa, nel loro ranch. Ghent cerca di convincerla a ritornare con lui ma la donna gli si rifiuta.
Ruth è in pericolo di vita. Il marito si mette alla ricerca di un medico che trova in un lontano villaggio. Ma durante il viaggio, il dottore resta senza cavalcatura e Ghent gli dà il suo cavallo, restando a piedi in una zona molto pericolosa a causa di un'inondazione. Quando nasce il bambino, Ruth scopre il comportamento eroico del marito, si ricrede su di lui e scopre di amarlo.

## Distribuzione
Il film era distribuito dalla Metro-Goldwyn Pictures Corporation e fu presentato in anteprima a New York il 10 febbraio, uscendo poi nelle sale statunitensi il 15 febbraio 1925.

### Date di uscita
- Stati Uniti d'America: 10 febbraio 1925
- Germania: 1926
- Finlandia: 5 aprile 1926
- Portogallo: 21 marzo 1927 (Esposa Comprada)